# Ondrej Nepela
Ondrej Nepela, född 22 januari 1951 i Bratislava, död 2 februari 1989 i Mannheim, var en tjeckoslovakisk konståkare.
Han blev olympisk guldmedaljör i konståkning vid vinterspelen 1972 i Sapporo.